# Communauté de communes du Centre Haut-Rhin
La communauté de communes du Centre Haut-Rhin est une communauté de communes française, située dans le département du Haut-Rhin et la région Grand Est.

## Composition
La communauté de communes est composée des 9 communes suivantes :

| Nom               | Code Insee | Gentilé           | Superficie (km2) | Population (dernière pop. légale) | Densité (hab./km2) |
| ----------------- | ---------- | ----------------- | ---------------- | --------------------------------- | ------------------ |
| Ensisheim (siège) | 68082      | Ensisheimois      | 36,59            | 7 362 (2022)                      | 201                |
| Biltzheim         | 68037      | Biltzheimois      | 7,15             | 483 (2022)                        | 68                 |
| Meyenheim         | 68205      | Meyenheimois      | 12,78            | 2 017 (2022)                      | 158                |
| Munwiller         | 68228      |                   | 6,74             | 456 (2022)                        | 68                 |
| Niederentzen      | 68234      |                   | 8,81             | 807 (2022)                        | 92                 |
| Niederhergheim    | 68235      | Niederhergheimois | 12,51            | 1 169 (2022)                      | 93                 |
| Oberentzen        | 68241      |                   | 8,81             | 711 (2022)                        | 81                 |
| Oberhergheim      | 68242      | Oberhergheimois   | 19,86            | 1 307 (2022)                      | 66                 |
| Réguisheim        | 68266      | Réguisheimois     | 23,87            | 2 036 (2022)                      | 85                 |

## La création de la communauté de communes du Centre Haut-Rhin
Créée le 8 janvier 2003, la Communauté de Communes du Centre Haut-Rhin succède officiellement à la Communauté de Communes des XII Moulins.
Cette entité regroupe désormais les communes de Biltzheim, Ensisheim, Meyenheim, Munwiller, Niederentzen, Niederhergheim, Oberentzen, Oberhergheim et Réguisheim. Au sein de cette structure qui compte près de 13 000 habitants, Ensisheim, ville de plus de 5 000 habitants, est représentée par cinq délégués titulaires et deux délégués suppléants. Les autres communes sont, quant à elles, représentées par deux délégués titulaires et un délégué suppléant. 
Michel Habig, maire d’Ensisheim, assure la présidence de cette intercommunalité. Six vice-présidents l’épaulent dans cette charge : 
- Gilbert Vonau, maire de Biltzheim, est chargé de  l'économie ;
- Françoise Boog, maire de Meyenheim, est chargée de la petite enfance, de l'enfance et de la jeunesse ;
- Jean-Pierre Widmer, maire de Niederentzen, est chargé de la culture, des sports, du suivi des travaux et de l'accessibilité ;
- Corine Sick, maire d'Oberhergheim, est chargé du tourisme ;
- René Mathias, maire d'Oberentzen, est chargé de l'environnement, du développement durable, de la stratégie numérique et de la dématérialisation ;
- Gilbert Moser, maire de Niederhergheim, est chargé des finances et de l'aménagement du territoire.

Les maires des deux autres communes sont membres du bureau.
Trois axes de travail prioritaires ont été adoptés le jour même de la naissance de la communauté : la collecte sélective des ordures ménagères, la politique scolaire et périscolaire, la petite enfance. Par ailleurs, il a été décidé d’élaborer une charte intercommunale de développement.

## La politique enfance et jeunesse
La CCCHR a choisi d'exercer pleinement les compétences enfance et jeunesse. Elle dispose d'un réseau de structures multi-accueils petite enfance (à Ensisheim et Niederentzen) et d'accueil de loisirs péri et extrascolaire (à Ensisheim, Niederhergheim, Oberhergheim et Réguisheim) qui couvre l'ensemble de son territoire. En complément, la Communauté de communes s'est dotée d'un service d'animation jeunes intercommunal qui propose des animations aux 12-17 ans durant toute l'année et organise de animations ponctuelles pour toute la famille. Elle a également vocation à informer les jeunes et à les soutenir dans le montage de leurs projets personnels.

## La charte intercommunale de développement
Prévue dès la création de la Communauté des Communes du Centre Haut-Rhin, cette charte doit permettre, grâce à un important partenariat avec le Conseil Général, de valoriser et de préserver un cadre de vie de qualité, de construire une solidarité intercommunale forte, de développer une offre territoriale de qualité et de renforcer la vitalité économique du territoire.
La population, largement concertée lors de différentes réunions à thème qui ont eu lieu au mois d’octobre, n’a pas manqué de faire connaître ses idées. Le cabinet Cogit Habilis chargé de l’élaboration de la charte a arrêté les actions suivantes : valoriser les richesses patrimoniales du Centre Haut-Rhin, construire un territoire de haute qualité environnementale, construire une stratégie globale de développement touristique. Les actions concernent également le développement d'une structure intercommunale performante, le développement d'une identité du Centre Haut-Rhin, la construction d'une architecture équilibrée du développement commercial. Outre conforter le rôle de l’artisanat dans le développement du Centre Haut-Rhin, les actions comprennent aussi : favoriser le développement industriel du Centre Haut-Rhin, favoriser le développement des techniques de l’information et de la communication sur le Centre Haut-Rhin, renforcer la qualité des services en matière de petite enfance, renforcer la qualité des services et des équipements dans le périscolaire, et renforcer la qualité des services et des équipements pour les personnes âgées.

## Transports
La communauté de communes est devenue autorité organisatrice de la mobilité (AOM).

### Aménagement du territoire
Une plate-forme logistique Amazon devrait voir le jour à Ensisheim. Ces plates-formes devraient continuer à se développer sans entrave. Les opposants au projet préparent des recours. Selon Reporterre, la construction de l'entrepôt géant serait bientôt autorisée.
La municipalité de Strasbourg ainsi que l'Eurométropole de Strasbourg apportent leur soutien aux opposants au projet. Alsace Nature regrette que « dans notre démocratie, si on veut s'opposer à un projet, il faut le faire en justice après l'autorisation, il n'y a pas d'autre moyen ». Le patron d'Amazon France assure que l'entreprise n'a aucun projet en Alsace, argumentation que le vice-président de Mulhouse Alsace Agglomération qualifie de « stratégie de communication un peu laborieuse »,.
Selon Reporterre, le projet d'implantation d'Amazon à Ensisheim est définitivement abandonné. Mais la construction d'un entrepôt géant est validée le 3 décembre 2020.  L'association de défense des riverains de l'Euroairport (ADRA) craint un fort développement du fret aérien lié au commerce en ligne.

### Impact énergétique et climatique

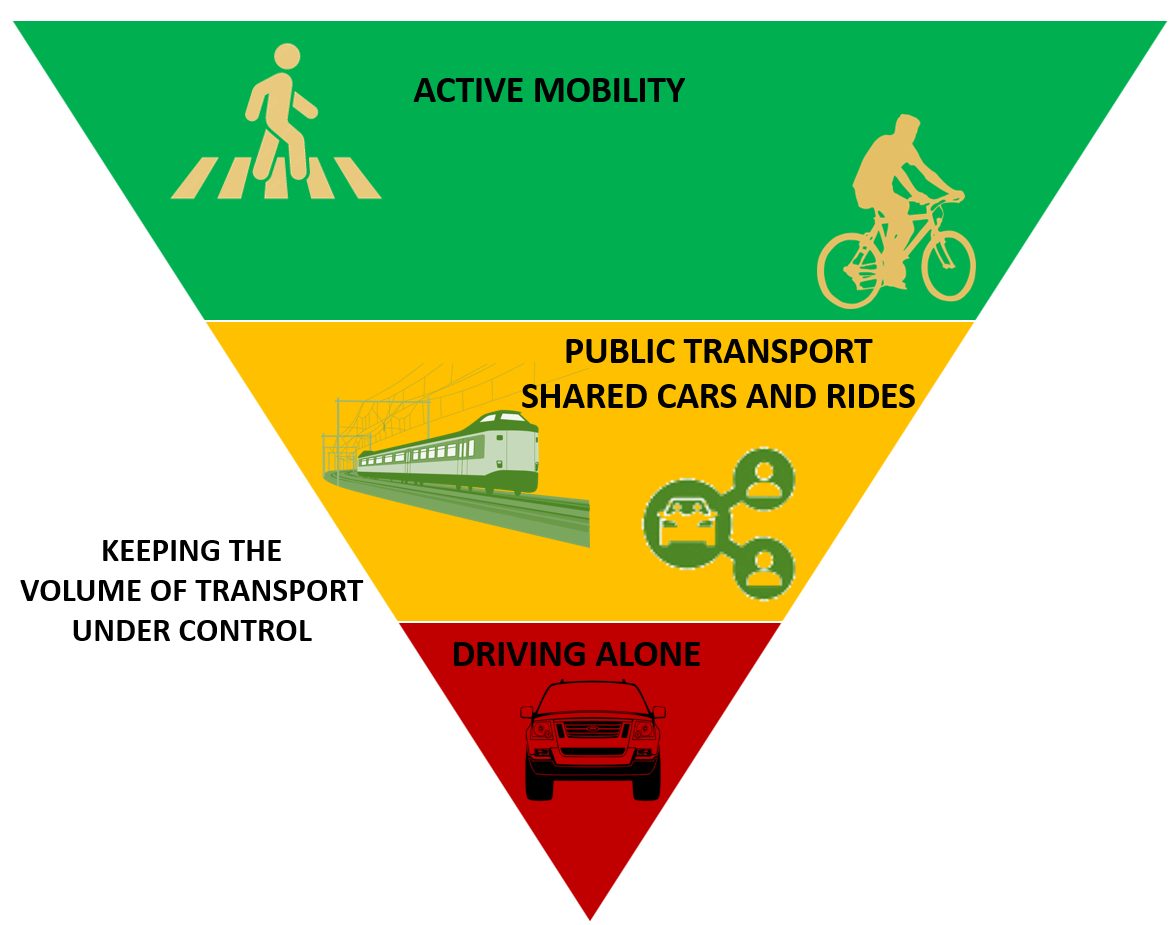
Pyramide de la mobilité, proposée par le projet européen Share North.

| -                              | Transports routiers | Autres transports |
| ------------------------------ | ------------------- | ----------------- |
| Carburant (GWh)                | 320                 | 0                 |
| Électricité (GWh)              | 0                   | 0                 |
| Gaz à effet de serre (ktéqCO2) | 80                  | 0                 |

## Énergie et climat
Dans le cadre du schéma régional d'aménagement, de développement durable et d'égalité des territoires (SRADDET) du Grand Est, ATMO Grand Est tient à jour les statistiques énergétiques  des établissements publics de coopération intercommunale de la collectivité européenne d'Alsace sous forme de diagramme de flux.
L'énergie finale annuelle, consommée en 2019, est exprimée en gigawatts-heures,.
| -                          | GWh |
| -------------------------- | --- |
| Électricité                | 92  |
| Carburants ou combustibles | 576 |
| Chaleur primaire           | 12  |
| TOTAL                      | 679 |

L'énergie produite en 2019 est également exprimée en gigawatts-heures.
| -                          | GWh |
| -------------------------- | --- |
| Électricité                | 1   |
| Carburants ou combustibles | 52  |
| Chaleur primaire           | 12  |
| TOTAL                      | 65  |

Les gaz à effet de serre sont exprimés en kilotonnes équivalent CO2.
| -                     | ktéqCO2 |
| --------------------- | ------- |
| Liées à l'énergie     | 137     |
| Non liées à l'énergie | 21      |